# 克里木·霍加
克里木·霍加（1928年—1988年3月7日:32），笔名阿布都克里木，男，维吾尔族，新疆哈密人，中国诗人、翻译家，曾任中国作家协会理事，中国作家协会新疆分会副主席。

## 生平
霍加出生于新疆哈密县阿尔通鲁克村:32。幼年随父母旅居于甘肃酒泉。曾在酒泉、兰州、南京求学。1949年后，在新疆宣传、文化部门工作。1973年时，离开干校，恢复中国共产党党籍。1974年后，与伊明·吐尔逊、加里等人将《红楼梦》翻译成维吾尔语:32、33。